# ジガンショール
ジガンショール（Ziguinchor）は、セネガル・ジガンショール州ジガンショール県の町。地元の人には『シキンチョン』と発音されることもある。 
ジガンショール州の州都で、ジガンショール県の県庁所在地である。またカザマンス地方の中心地でカザマンス川に面する。人口は153,269人 (2002年)。

## 歴史
1645年、ポルトガルによって建設された。
1886年にポルトガル・ フランス間の協定が結ばれ、1888年4月22日フランス領となる。
2007年、セネガルで三番目の国立大学でもあるジガンショール大学が開設された。

## ジガンショール港
ジガンショール港は、貨物港でありフェリーも入港している。主な積出品目はエビおよび落花生。
2002年のジョラ号事件以降、一時中断していたフェリー航路は、2005年11月11日にウィリス号(Le WILIS)で再開されている。旅客運賃は大幅に引きあげられ、陸上交通と比較してもかなり高額に設定されており、以前に沈没したジョラ号のように地元行商人バナバナに利用されることは、ほとんどなくなった。

## 交通

### 空港
- ジガンショール空港（英語版）

## 姉妹都市
- サン＝モール＝デ＝フォッセ、フランス 1966年
- コンピエーニュ、フランス[1]
- ヴィアナ・ド・カステロ、ポルトガル 1989年
- リミニ、イタリア
- サン・フェリペ、カーボベルデ

## ジガンショール出身の人物
- センベーヌ・ウスマン - 作家、映画監督
- ステファヌ・バジ - サッカー選手
- ジョセフ・ロピー - サッカー選手
- ユスフ・バジ - サッカー選手
- アルフレッド・ゴミス - サッカー選手
- アリウ・シセ - サッカー選手、サッカー指導者
- エミリ・ゴミス - プロバスケットボール選手